# Pokémon Ranger e il Tempio del Mare
Pokémon Ranger e il Tempio del Mare (劇場版ポケットモンスターアドバンスジェネレーション ポケモンレンジャーと蒼海の王子 マナフィ?, Gekijōban Poketto Monsutā Adobansu Jenerēshon Pokemon Renjā to Umi no Ōji Manafi, Pocket Monsters Advanced Generation il film: il Pokémon Ranger e il Principe del Mare - Manaphy), in inglese Pokémon Ranger and the Temple of the Sea, è un film del 2006 diretto da Kunihiko Yuyama.
Si tratta del nono film dei Pokémon, l'ultimo della serie Advanced Generation.
Proiettato nei cinema giapponesi il 15 luglio 2006 e trasmesso negli Stati Uniti d'America il 23 marzo 2007 sull'emittente Cartoon Network, è basato sugli eventi del videogioco Pokémon Ranger. Per la produzione del lungometraggio il regista del film, Kunihiko Yuyama, si è recato nelle città italiane di Roma, Napoli e Capri.
Nel 2008 è stata tradotto in inglese il manga del film. In Italia il lungometraggio è stato trasmesso il 30 novembre 2009 su Hiro; come sigla finale è stata utilizzata la stessa canzone della versione americana, Together we make a promise, eseguita da Cori Yarckin. Il film è stato successivamente inserito nel palinsesto del canale televisivo Boing il 18 maggio 2014.

## Trama
L'uovo di Manaphy viene recuperato da parte del Capitano Phantom che vuole mettere le mani sulla Corona del Mare. Tuttavia un Pokémon Ranger, Jack "Jackie" Walker, riesce a recuperare l'uovo e fuggire dalla nave con l'aiuto di un Mantine.
Ash e i suoi amici continuano nel frattempo nel loro viaggio fino ad incontrare un gruppo di artisti specializzati in Pokémon acquatici. Dopo averli aiutati ad allestire uno show, Vera si trova tra le mani uno strano contenitore cilindrico che attrae il Buizel di Lizabeth, che gli viene subito requisito da un pagliaccio. Jessie e James del Team Rocket, che assistono da lontano alla scena, scoprono che l'oggetto ospita l'uovo di Manaphy e decidono di contattare il Capitano Phantom.
La stessa notte la dolce Vera sogna Manaphy che si reca verso il Tempio del Mare. L'indomani mattina la ragazza racconta il suo sogno e Lizabeth le rivela che ha effettuato lo stesso sogno, in quanto discendente del Popolo dell'Acqua.
Nel frattempo il Team Rocket prova a prendere possesso dell'uovo, ma Manaphy utilizza Cuorbaratto per scambiare i corpi del trio. Quando Ash e i suoi amici scoprono il furto, Jessie, James e Meowth fuggono a bordo di un aerostato. Il pagliaccio prima ferma il tentativo di Ash di far utilizzare Fulmine al suo Pikachu, poi cattura un Fearow e gli ordina di attaccare il Team Rocket una volta che il Pokémon elettrico ha recuperato il contenitore.
Al termine dell'operazione Ash nota lo Styler di Cattura e il pagliaccio rivela di essere un Pokémon Ranger. Jackie racconta ad Ash che la sua missione è portare al termine la schiusa dell'uovo, lontano dalle grinfie del Capitano Phantom e della sua ciurma. Questi tuttavia sono riusciti a localizzare Jackie e tentano di rientrare in possesso di Manaphy. Dopo una lotta tra i ragazzi ed il pirata, il Pokémon nasce tra le braccia di Vera.
Sventato un altro tentativo di attacco da parte del Capitano Phantom, Ash ed i suoi amici raggiungono Samaya, la località in cui si trovava il vecchio Tempio del Mare. Secondo la leggenda il Popolo dell'Acqua, per difendere la Corona del Mare dai tentativi di furto, ha costruito un secondo tempio, situato sotto la superficie del mare ed accessibile solamente durante un'eclissi lunare. Tuttavia per localizzarlo è necessario utilizzare le capacità di un Manaphy, considerato dal Popolo dell'Acqua il Principe del Mare.
Quando Lizabeth, la sua famiglia e Jackie decidono di partire alla ricerca del Tempio, Manaphy sente la mancanza di Vera e, quando la nave ha già lasciato il porto, esegue un Cuorbaratto tra il Ranger ed Ash. La nave quindi carica a bordo Ash ed i suoi amici ed insieme partono alla ricerca del Tempio del Mare.
Durante il viaggio Jackie racconta ad Ash i motivi che l'hanno spinto a diventare un Ranger, mentre Vera impara ad accettare il fatto che, una volta trovato il tempio, dovrà abbandonare il Pokémon. Nel corso di un attimo di riposo, Manaphy si allontana per raccogliere la bandana di Vera, trasportata da uno Sharpedo e depositatosi su un Cloyster. La sua assenza causa preoccupazione tra Ash ed i suoi amici, che con un sottomarino si mettono sulle tracce del Pokémon.
Dopo aver rintracciato Manaphy, vengono guidati dal Pokémon leggendario verso il Tempio del Mare. Tuttavia il Capitano Phantom si è messo sulle loro tracce e riesce ad avere accesso alla Corona del Mare. L'avidità del pirata nell'estrarre i cristalli che la compongono causa l'inabissamento dell'intera struttura.
Inizialmente Jackie affronta il Capitano Phantom, tentando di rimettere a posto la Corona del Mare, ma entrambi saranno spazzati via da un forte getto d'acqua. Dato che Manaphy non riesce ad abbandonare la struttura, anche Ash e Vera si recano nella sala centrale del tempio, al fine di evitarne lo sprofondamento. Tuttavia un cristallo è stato trascinato dalla corrente durante la colluttazione precedente.
Mentre Phantom, il Team Rocket, Jackie, Brock, Max e Lizabeth lasciano il Tempio del Mare, Ash e Vera continuano a cercare il cristallo. Una volta recuperato, il ragazzo metterà in salvo Vera, Pikachu e Manaphy all'interno di uno dei pezzi del sommergibile del Capitan Phantom e procederà alla sistemazione dello stesso.
Il Tempio del Mare tornerà nuovamente a galla, attirando numerosi Pokémon d'Acqua, compreso il leggendario Kyogre. Il Capitan Phantom tuttavia vuole ancora rapire Manaphy, ma viene fermato da Ash che ha acquistato i poteri del Re del Mare e guida i Pokémon marini all'attacco del veicolo del Capitan Phantom.
Tale attacco coordinato permetterà di scoprire che il pirata ha da sempre indossato una tuta meccanica in grado di conferirgli una forza sovrumana. Al termine del film Manaphy si separa da Vera e Jackie comunica di aver concluso con successo la sua missione.

## Distribuzione

### DVD
Il DVD di questo film ha venduto in tutto il 2007 un totale di 4,3 milioni di pezzi in Giappone, piazzandosi al diciottesimo posto tra i film più visti in tutta la nazione.